# 苗振林
苗振林（1978年12月—），湖南常宁人，汉族。中华人民共和国政治人物、第十三届全国人民代表大会湖南地区代表。

## 生平
2010年加入华磊光电，后担任华磊光电技术研发中心主任，负责公司LED新技术研发、产品开发等工作。2018年1月29日，湖南省第十三届人民代表大会第一次会议主席团发布公告（第7号），苗振林被选为全国人大代表。